# Robert Oppenheimer
Robert Oppenheimer   (Manhattan, 22 d'abril de 1904 - Princeton, 18 de febrer de 1967) fou un físic estatunidenc, director del Projecte Manhattan per al desenvolupament de la bomba atòmica, dut a terme durant la Segona Guerra Mundial en el Laboratori Nacional de Los Alamos a Nou Mèxic.
Oppenheimer va néixer a Nova York en una família jueva. Va estudiar en la Ethical Culture Society, on va arribar a rebre una completa formació tant en matemàtiques i ciències com en literatura grega i francesa.
Fill d'un immigrant alemany que es va enriquir amb la importació de productes tèxtils, es va graduar a la Universitat Harvard el 1925. Després es va traslladar al Regne Unit per a investigar al Cavendish Laboratory, dirigit per Ernest Rutherford. Convidat per Max Born a la Universitat de Göttingen, on es va doctorar el 1927, allà va conèixer uns altres físics eminents com Niels Bohr o Paul Dirac. Després d'una curta visita a les universitats de Leiden i Zúric, va tornar als Estats Units per a fer classes de física a la Universitat de Berkeley i a l'Institut Tecnològic de Califòrnia. Al començament va fer recerca als processos energètics de les partícules subatòmiques, inclosos els electrons, positrons i raigs còsmics.
Aviat es va involucrar en assumptes polítics, preocupat per l'augment del nazisme a Alemanya. El 1936 es va mostrar partidari del bàndol republicà després de l'esclat de la Guerra Civil espanyola. Després d'heretar la fortuna del seu pare, mort el 1937, no va desaprofitar cap oportunitat de subvencionar algunes organitzacions antifeixistes. Decebut pel tracte als científics per la dictadura estalinista, va acabar per desvincular-se de les associacions comunistes a les quals va estar vinculat.

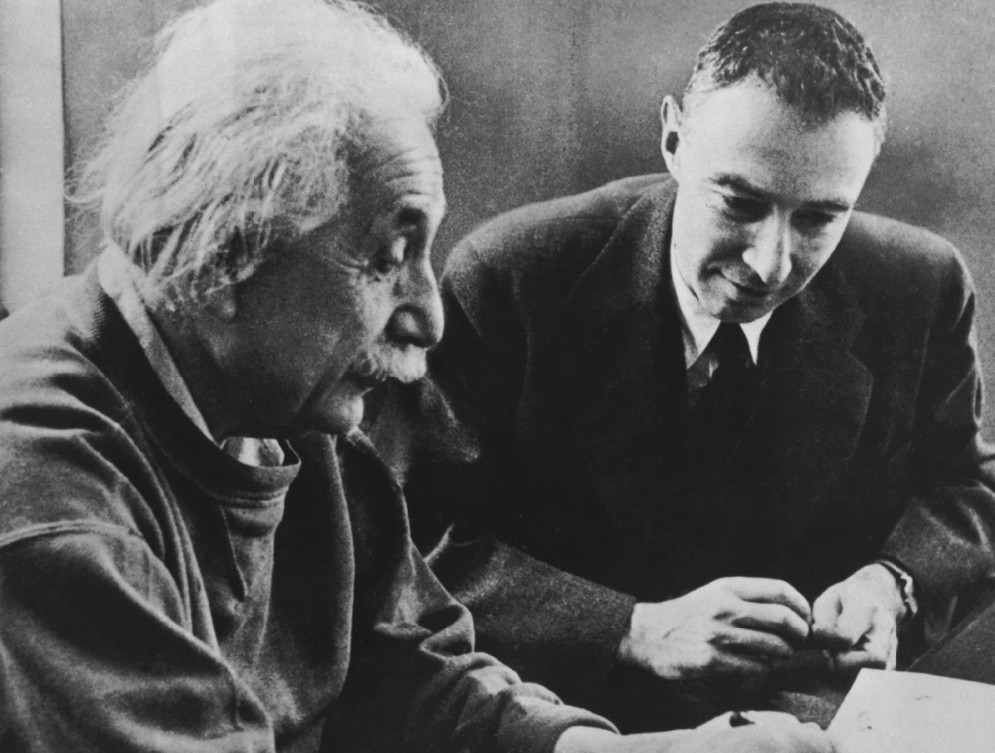
Oppenheimer amb Albert Einstein

El 1939, Albert Einstein i Leo Szilard van advertir sobre la terrible amenaça que havia suposat per a la humanitat la possibilitat que el règim nazi fora el primer a disposar d'una bomba atòmica. Oppenheimer va començar llavors a investigar tenaçment sobre el procés d'obtenció d'urani 235 a partir de mineral d'urani natural, alhora que determinava la massa crítica de l'urani requerida per a la posada a punt de la bomba.
El 1942 es va integrar al Projecte Manhattan, destinat a gestionar la investigació i el desenvolupament per part de científics britànics i nord-americans de l'energia nuclear amb finalitats militars. La seu central, el laboratori secret de Los Alamos, a Nou Mèxic, va ser escollida pel mateix Oppenheimer. Després de l'èxit de la prova efectuada a Alamogordo, el 1945, va dimitir com a director del projecte. Oppenheimer declararia més tard que li van venir a la ment les paraules de Bhagavad Gita: «Ara m'he convertit en la mort, el destructor de mons».
Dos anys després va ser elegit president de la Comissió per a l'Energia Atòmica nord-americana, càrrec que va exercir fins al 1952. Un any més tard, a causa de la seva antiga vinculació amb els comunistes, va ser víctima de la caça de bruixes de McCarthy i se'l va destituir de la presidència de la Comissió. Va dedicar els últims anys de la seva vida a la reflexió sobre els problemes sorgits de la relació entre la ciència i la societat.
El seu germà Frank Oppenheimer també va ser físic nuclear.

## Estudis
Robert Oppenheimer va néixer a Nova York el 22 d'abril de 1904, fill de Julius S. Oppenheimer (un adinerat importador tèxtil que havia emigrat d'Alemanya cap als Estats Units el 1888) i d'Ella Friedman (una artista). Va estudiar a l'Ethical Culture Society School. Durant tota la seva vida va ser un estudiant molt versàtil, amb bona aptitud tant per a les ciències com per a les arts. Va entrar a la Universitat Harvard amb un any de retard a causa d'un atac de colitis. Durant aquest any, va viatjar amb un professor de literatura ja jubilat per recuperar-se a Nou Mèxic. Va tornar ben recuperat compensant el seu retard d'un any graduant-se Summa Cum Laude en només tres anys en Química.
Durant els seus estudis a Harvard, Oppenheimer es va interessar en la física experimental, a l'assignatura de termodinàmica del professor Percy Bridgman, i com que llavors no hi havia als Estats Units cap centre de física experimental de nivell mundial, se li va suggerir continuar els seus estudis a Europa. Va ser acceptat com a estudiant de postgrau al famós Laboratori Cavendish d'Ernest Rutherford. La poca destresa d'Oppenheimer al laboratori el va fer comprendre que el seu punt fort era la física teòrica, no l'experimental. El 1926 va partir cap a la Universitat Georg-August de Göttingen, Göttingen, Alemanya, per estudiar sota la supervisió de Max Born. Göttingen era llavors un dels principals centres de física teòrica a Europa. Oppenheimer va fer amistat allà amb uns altres estudiants famosos, com Paul Dirac, i a l'edat de 22 anys va assolir el doctorat. Oppenheimer era conegut per ser un estudiant que aprenia molt de pressa.

## El projecte Manhattan

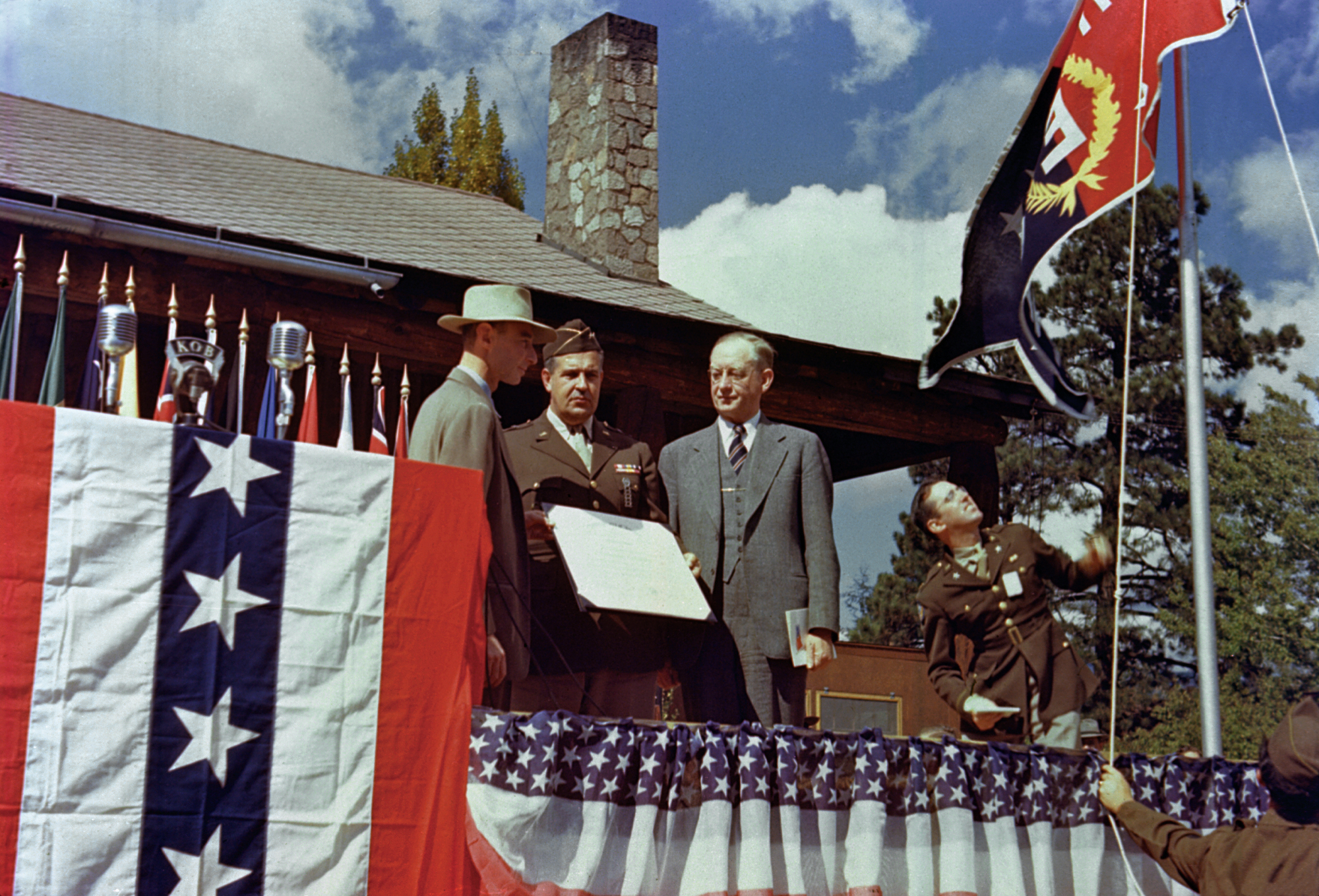
Casa del ranxo de Los Alamos, 16 d'octubre de 1945. Robert Oppenheimer (esquerra), Leslie Groves (centre) i Robert Sproul (dreta) a la cerimònia de lliurament al laboratori de Los Alamos

El Projecte Manhattan era el nom en clau d'un projecte d'investigació dut a terme durant la Segona Guerra Mundial pels Estats Units amb ajuda parcial del Regne Unit i el Canadà. L'objectiu final del projecte era el desenvolupament de la primera bomba atòmica. La investigació científica va ser dirigida pel físic Julius Robert Oppenheimer mentre que la seguretat i les operacions militars eren a càrrec del general Leslie R. Groves. El projecte es va dur a terme en nombrosos centres d'investigació sent el més important d'ells el Districte d'Enginyeria Manhattan situat en el conegut actualment com Laboratori Nacional Los Álamos, a Nou Mèxic.
El projecte va agrupar a una gran quantitat d'eminències científiques (física, química, ciències informàtiques). Atès que després dels experiments a Alemanya previs a la guerra se sabia que la fissió de l'àtom era possible i que els nazis estaven ja treballant en el seu propi programa nuclear no va costar reunir a totes aquelles ments brillants que eren també pacifistes i esquerranes en la seva majoria. Exiliats jueus molts d'ells, van fer causa comuna de la lluita contra el feixisme aportant el seu gra de sorra a la causa: aconseguir la bomba abans que els alemanys.
El primer assaig atòmic reeixit va ocórrer en el desert d'Alamogordo, a Nou Mèxic. L'artefacte es va anomenar Trinity i es tractava d'una bomba-A de plutoni del mateix tipus que Fat man, que seria llançada sobre Nagasaki dies després. En l'actualitat aquest lloc està marcat per un monòlit cònic negre de silici resultat de la fusió de la sorra sota l'efecte de la calor provocada per l'explosió.
En la carrera per la bomba nuclear, els alemanys tenien el Projecte Urani i els soviètics l'Operació Borodino.

## Ensenyament

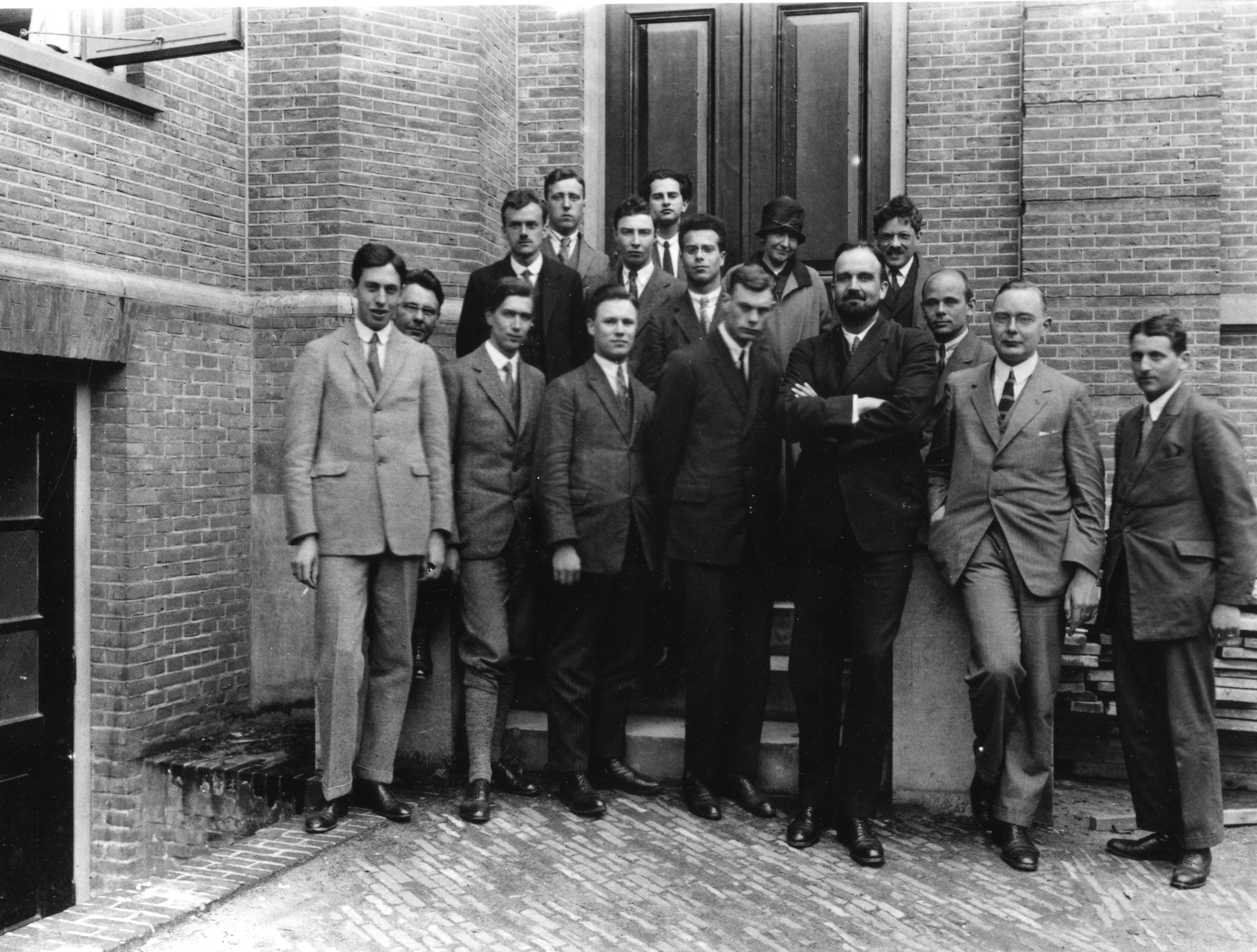
Retrat al laboratori de Heike Kamerlingh Onnes a Leiden, Països Baixos, juliol de 1927, amb Oppenheimer en segona fila a l'esquerra de Tatiana Afanàssieva

A Göttingen, Oppenheimer va publicar moltes contribucions importants a la llavors recentment desenvolupada mecànica quàntica, particularment, un article molt conegut sobre l'anomenada Aproximació de Born-Oppenheimer, que separa el moviment nuclear del moviment electrònic en el tractament matemàtic de les molècules. El setembre de 1927, va tornar a Harvard com a jove expert en física matemàtica i membre del Consell d'Investigació Nacional estatunidenc, i des de principis de 1928 va ser professor de l'Institut Tecnològic de Califòrnia (Cal. Tech.). Estant allí, va rebre múltiples ofertes de diverses Universitats i va acceptar un lloc de professor ajudant en física en la Universitat de Califòrnia a Berkeley, compatible amb el seu lloc a Cal. Tech. Segons les seves paraules, Berkeley "era un desert," i paradoxalment un lloc sembrat d'oportunitats. Cada primavera, Oppenheimer ensenyava a Cal. Tech. per mantenir-se al dia amb la investigació a la seva àrea. Oppenheimer va entaular amistat amb Linus Pauling i havien planejat treballar junts en investigació, però això mai es va concretar.
Abans de començar a fer classes a Berkeley, Oppenheimer va sofrir de tuberculosi, i va haver de passar algunes setmanes en un ranxo a Nou Mèxic juntament amb el seu germà. Més endavant adquiriria aquest ranxo i solia dir que la física i el camp desèrtic eren els seus dos grans amors; amors que es van combinar més endavant en escollir el lloc de Los Álamos per a les instal·lacions del projecte de la bomba. Després d'un període de recuperació, va tornar a Berkeley, on va dirigir a tota una generació de físics que l'admiraven per la seva altura intel·lectual i els seus amplis interessos. El Premi Nobel de Física Hans Bethe més endavant comentaria sobre ell:
Probablement l'ingredient més important que Oppenheimer agregava a les seves classes era el seu gust exquisit. Sempre sabia quins eren els problemes importants, com s'observa en la seva selecció de temes. Realment vivia aquests problemes, buscant una solució i comunicant la seva preocupació al grup.
Oppenheimer va ser amic i va treballar estretament amb el físic experimental Ernest O. Lawrence i el seu grup pioner en treballs amb el ciclotró, ajudant a comprendre les noves dades experimentals que produïen amb els seus equips en el Laboratori de Radiació.

## Califòrnia
A Oppenheimer se li atribueix haver fundat l'escola estatunidenca de física teòrica; era prestigiós pel seu eclecticisme, el seu interès pels idiomes, la filosofia oriental i l'eloqüència i claredat amb la qual pensava. Però va tenir també una vida turbulenta, i va sofrir períodes de depressió. Una vegada va escriure al seu germà: Necessito més la física que els amics. Era un home alt, prim, fumador continu, que de vegades oblidava menjar durant els seus períodes de concentració individual. Alguns dels seus amics pensaven que Oppenheimer tenia tendències auto destructives i en diverses ocasions els seus col·legues es van preocupar per la seva malenconia i inseguretat. Sent estudiant a Cambridge, una vegada va viatjar de vacances a París per trobar-se amb el seu amic Francis Ferguson i mentre li narrava la seva frustració amb la física experimental sobtadament se li va apropar i va tractar d'escanyar-ho. Ferguson el va aturar amb facilitat, però l'incident va deixar convençut a Ferguson dels seus profunds problemes psicològics. Oppenheimer va desenvolupar nombroses afeccions, probablement en un intent de convèncer el seu entorn i possiblement a si mateix de la seva pròpia importància. Tenia un fort poder de convenciment en el seu tracte personal, però de gran timidesa en públic. Els seus col·legues tendien a dividir-se en dos camps: Aquells que admiraven la seva genialitat i aquells que veien en els seus actes de postures pretensioses i insegures. Els seus estudiants estaven gairebé tots en el primer grup, generalment adoptant sense adonar-se gestos i fins a la forma de caminar i parlar.

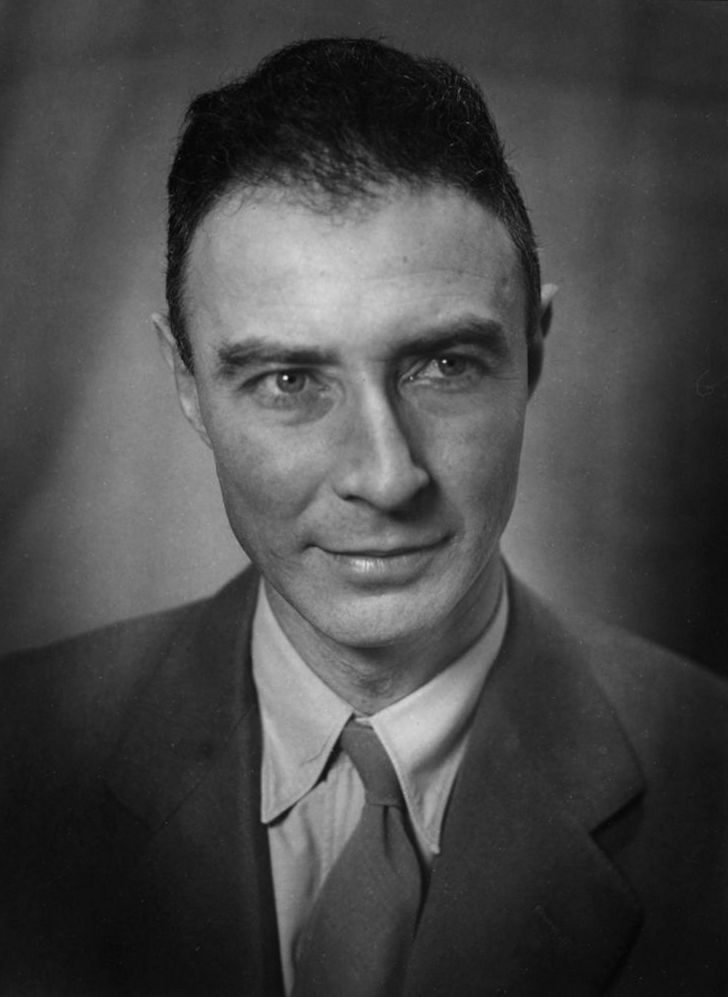
La intel·ligència i el carisma d'Oppenheimer atreia estudiants de tot el país cap al seu grup d'investigació en física teòrica.

Oppenheimer va realitzar investigacions importants en astrofísica, física nuclear, espectroscòpia i teoria quàntica de camps. La seva contribució més coneguda, realitzada com a estudiant de post-grau, és l'aproximació de Born-Oppenheimer ja esmentada. També va realitzar contribucions importants en la teoria de la pluja de raigs còsmics i va realitzar treballs que van conduir més endavant a descripcions de l'efecte de túnel quàntic. A finals de la dècada de 1930, va ser el primer a escriure treballs que suggerien l'existència del que avui es coneixen els forats negres. El 1930 va escriure un treball que essencialment predeia l'existència del positró (que havia estat postulat per Paul Dirac), una formulació que no obstant això no va arribar fins al final a causa del seu escepticisme sobre la validesa de l'equació de Dirac. Àdhuc per als experts, els treballs d'Oppenheimer van ser considerats difícils d'entendre. Oppenheimer era aficionat d'utilitzar tècniques matemàtiques elegants però extremadament complicades per demostrar principis físics. En alguns casos se li han trobat alguns errors matemàtics, probablement a causa de la precipitació.
Molts han pensat que els descobriments d'Oppenheimer no estan a l'altura de les seves habilitats i talents. El consideren un físic excepcional, però no el situen entre els més grans, aquells que han emmotllat les fronteres del coneixement. Una possible raó per a això va ser els seus interessos molt variats, que li van impedir enfocar-se completament en algun camp individual durant suficient temps com per produir avanços més importants. El seu col·lega i confident Isidor Rabi va donar més tard la següent interpretació:
«Oppenheimer va tenir una molt completa formació en aquells camps que cauen fora de la tradició científica, com el seu interès en la religió, particularment en la religió Hindú, que es va transformar en una espècie de sentiment de misteri que l'envoltava. Veia la física amb claredat, mirant el que ja s'hi havia assolit, però en el límit tendia a sentir que hi havia molt més de misteri del que realment hi havia... es va allunyar dels mètodes forts i crus de la física teòrica en direcció cap a un sentiment místic d'àmplia intuïció».
Malgrat això, molts (entre ells el físic Luis Álvarez) han suggerit que si Oppenheimer hagués viscut prou com per veure les seves prediccions sustentades per experiments, hagués guanyat un Premi Nobel pel seu treball en el col·lapse gravitacional, relacionat amb les estrelles de neutrons i els forats negres.

### Posicions polítiques
Durant la dècada de 1920, Oppenheimer es va mantenir allunyat dels esdeveniments del món. En algun moment va afirmar no haver-se assabentat de la crisi financera de 1929 sinó al temps (Oppenheimer personalment no tenia moltes preocupacions financeres a causa de la seva herència familiar). Va ser només en relacionar-se amb Jean Tatlock, filla d'un professor de literatura de Berkeley, el 1936, que es va interessar en la política. Igual que molts intel·lectuals de la dècada de 1930 va recolzar les idees comunistes i, gràcies al seu capital heretat (més de 300.000 dòlars, quantitat enorme en l'època), podia finançar molts esforços polítics d'esquerra. La majoria d'aquestes aportacions van estar dedicats a finançar recol·leccions de fons a favor dels republicans en la Guerra Civil espanyola i altres activitats anti-Feixistes. Mai es va inscriure oficialment en el Partit Comunista dels Estats Units (el seu germà Frank sí ho va fer, en contra de l'opinió de Robert), encara que historiadors com Gregg Herken afirmen haver trobat evidències que Oppenheimer va tenir relacions amb el partit comunista en les dècades de 1930 i 1940. El novembre de 1940, es va casar amb Katherine Puening Harrison, una estudiant "radical" de Berkeley, i el maig de 1941 van tenir a Peter, el seu primer fill.

## El Projecte Manhattan

### Los Álamos

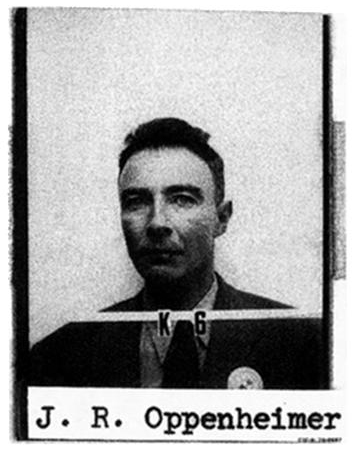
Foto d'Oppenheimer per al servei de seguretat del Laboratori Nacional de Los Alamos.

Quan va començar la Segona Guerra Mundial, Oppenheimer es va involucrar fortament en els esforços per desenvolupar una bomba atòmica que ja ocupava molt del temps i equipament del Laboratori de Radiació d'Ernest Lawrence, a Berkeley. El 1941, Lawrence, Vannevar Bush, Arthur Compton i James Conant intentaven que el Comitè Urani establert pel president Franklin Delano Roosevelt el 1939, els assignés el projecte de la bomba, perquè opinaven que avançava amb massa lentitud. Van convidar a Oppenheimer perquè assumís el treball de càlcul sobre els neutrons, tasca a la qual es va enfrontar amb ple vigor, renunciant al que va anomenar les seves «vagabunderies esquerranes» per dedicar-se als quals considerava ara els seus deures (encara que tenia molts amics i estudiants molt radicals). Quan l'exèrcit dels EUA va rebre la jurisdicció sobre l'esforç de la bomba, ara batejat el Projecte Manhattan, el director del projecte Gral Leslie R. Groves (que havia acabat recentment la direcció de la construcció del Pentàgon) va nomenar a Oppenheimer director científic del projecte, una acció que va produir sorpresa a molts. Groves coneixia els problemes potencials de seguretat lligats a Oppenheimer, però el va considerar com el millor home per dirigir un equip divers de científics i que no estaria afectat per les seves tendències polítiques anteriors.
Una de les primeres accions d'Oppenheimer va ser albergar una escola d'estiu sobre la teoria de les bombes en les instal·lacions del projecte a Berkeley, reunint físics europeus i els seus propis estudiants. Aquest grup que incloïa a Robert Serber, Emil Konopinski, Felix Bloch, Hans Bethe, i Edward Teller, es van ocupar de calcular què feia falta fer, i en quin ordre, per construir la bomba. Quan Teller va exposar la remota possibilitat que la bomba generaria calor suficient per encendre l'atmosfera, (un esdeveniment que aviat va demostrar Bethe que era impossible), Oppenheimer va estar tan preocupat per aquesta possibilitat que es va reunir amb Arthur Compton a Michigan per discutir-la. Al mateix temps, les investigacions del projecte s'avançaven en moltes universitats i en molts laboratoris per tot el país, plantejant problemes tant per a la seguretat com per a la cohesió del projecte. Oppenheimer i Groves van decidir que necessitaven un laboratori centralitzat i secret. Buscant un lloc, Oppenheimer va proposar una regió de Nou Mèxic no gaire lluny del seu ranxo. En un altiplà prop de Santa Fe, la capital de Nou Mèxic, es va construir ràpidament el laboratori de Los Álamos, un grup banal de casernes envoltades de llot. Aquí va aconseguir Oppenheimer reunir un grup dels més brillants físics de l'època, incloent a Enrico Fermi, Richard Feynman, Robert R. Wilson, i Victor Weisskopf així com Bethe i Teller. Allí va néixer la segona filla d'Oppenheimer, Katherine (anomenada Toni), el 1944.

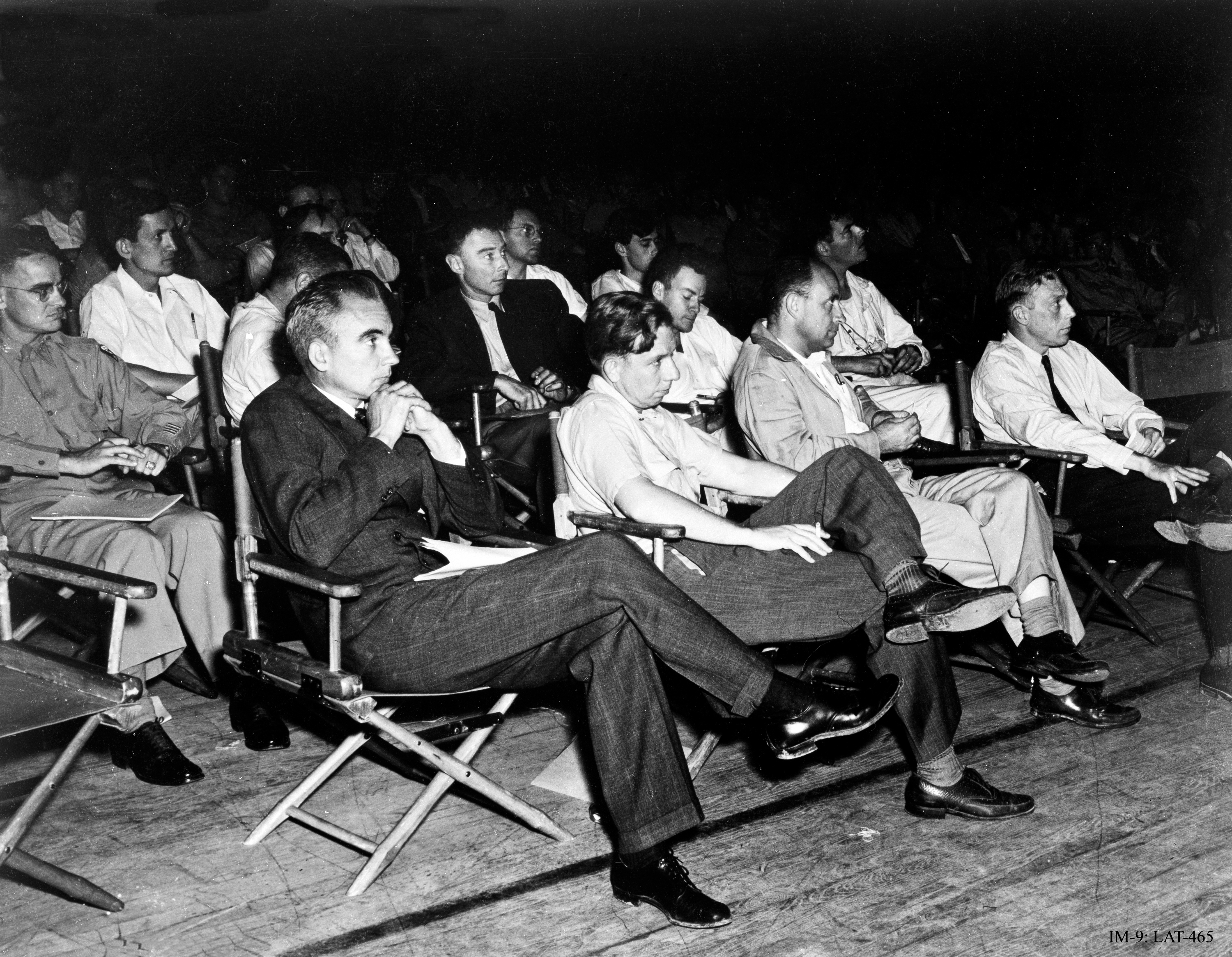
Un grup de físics assistint a una conferència a Los Álamos durant la guerra. En la fila davantera (d'esquerra a dreta) estan Norris Bradbury, John Manley, Enrico Fermi, i J.M.B. Kellogg. Oppenheimer està en la fila segona a l'esquerra, a la dreta a la foto està Richard Feynman.

A Oppenheimer se li reconeixia el seu domini de tots els aspectes científics del projecte i els seus esforços per manejar els conflictes de cultura inevitables entre científics i militars. Va ser la imatge del projecte per als seus col·legues científics i va exercir el seu paper de director amb gran prestància. Victor Wesskopf ho va expressar així:
| « | No va dirigir des de l'oficina central. Estava present intel·lectual i fins i tot físicament en cada pas decisiu. Estava present en el laboratori o a les sales de seminari, quan es mesurava un nou efecte, quan es concebia una nova idea. No era tant per les idees que aportava algunes vegades, sinó que la seva influència principal venia de quelcom més. Va ser la seva presència contínua i intensa, que va produir en tots nosaltres un sentit de participació directa; va crear aquella atmosfera única d'entusiasme i desafiament que va impregnar el lloc durant tot el seu període. | » |

Es va organitzar una gran revolada (ràpidament silenciat per les autoritats militars) quan, el 1947, en una entrevista sobre el seu treball, a la pregunta de per què no s'havia provat la bomba d'Urani (com la d'Hiroshima) prèviament (la del desert de Los Álamos va ser de Plutoni, gràcies als disparadors de Von Ardenne capturats en un submarí alemany), aquest va contestar
| « | "No hi havia res que provar, els alemanys ja ho havien fet abans, només havíem d'usar-la i ja està". | » |

Mentrestant, a Oppenheimer el van investigar el FBI i el departament de seguretat interna del Projecte Manhattan per les seves anteriors associacions esquerranes. També el va seguir un agent de l'FBI durant un viatge inesperat a Califòrnia el 1943 per trobar la seva exparella, Jean Tatlock. L'agost de 1943, Oppenheimer va comunicar a agents de seguretat del Projecte que un dels seus amics amb contactes comunistes havia sol·licitat secrets nuclears a tres dels seus alumnes.
Pressionat sobre l'assumpte en reunions posteriors amb el general Groves i agents de seguretat, va identificar a l'amic com Haakon Chevalier, professor en Berkeley de literatura francesa. A Oppenheimer li demanarien declaracions relacionades amb el «incident Chevalier» i moltes vegades va prestar declaracions contradictòries i equívoques, dient-li a Groves que Chevalier s'havia posat en contacte amb només una persona, i que aquesta persona va ser el seu germà, Frank. Però Groves, conscient de la importància d'Oppenheimer per a les metes dels aliats, no el podia retirar del projecte malgrat aquest comportament sospitós.

### Trinity

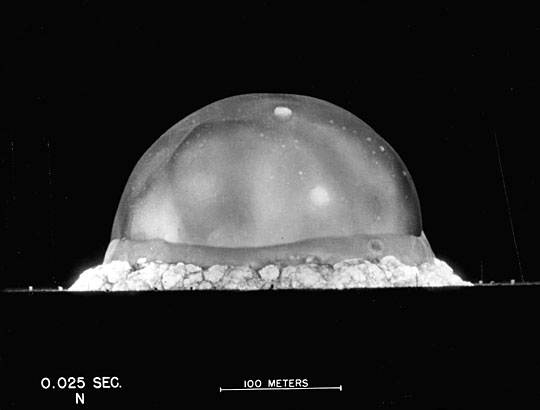
Oppenheimer va batejar la primera prova nuclear com Trinity.

El treball col·lectiu dels científics a Los Álamos va tenir el seu primer èxit en la primera explosió nuclear prop del poble d'Alamogordo, Nou Mèxic el dia 16 de juliol de 1945. La prova, Oppenheimer la va nomenar Trinity (Trinitat); més tard va explicar que es va basar en un vers del poeta John Donne (1572–1631). Segons l'historiador Gregg Herken, és possible que aquest nom fos una al·lusió a Jean Tatlock, que li va fer conscient de Donne quan eren parella en els anys 1930. Tatlock s'havia suïcidat uns mesos abans, per a la consternació d'Oppenheimer. Després va recordar que mentre presenciava l'explosió, va pensar en un vers d'un text hindú, la Bhagavad Gita:
Si l'esplendor d'un miler de sols brillessin a l'uníson en el cel, seria com l'esplendor de la creació...
No obstant això, un altre vers que va recordar se li va embussar en la ment:
"Ara m'he convertit en La Mort, Destructora de Mons."
Segons el seu germà, al moment va exclamar simplement —It worked (Ha funcionat). La notícia de la prova reeixida va ser comunicada amb urgència al president Harry S. Truman, a qui aquesta informació li podia servir per afermar la seva posició en la Conferència Potsdam, sobre el futur de l'Europa de la postguerra, que aviat tindria lloc.

### Japó
Una vegada desenvolupada l'arma, i comptant amb el material confiscat a Alemanya, els científics administradors no estaven d'acord quant a si usar-la i com fer-ho. Inicialment, Lawrence es va oposar a l'ús de la bomba en contra de persones vives, argumentant que una mera demostració bastaria per convèncer el govern japonès que seria inútil continuar la guerra. Oppenheimer i molts dels consellers militars discrepaven fortament quant a aquesta avaluació. Oppenheimer temia que si s'anunciés on podia ocórrer aquesta demostració, l'enemic pogués traslladar a la regió als presoners de guerra o a altres escuts humans. Segons altres físics, incloent a Teller i a Leó Szilárd, usar l'arma en una àrea civil seria una atrocitat. Es va fer circular una petició en els laboratoris de Los Álamos i Oak Ridge pregant que no s'usés la bomba per immoral i innecessària. Oppenheimer es va oposar a la petició i va advertir a Szilard i Teller que no havien d'entorpir el projecte, però aquests no es van retractar, i Oppenheimer va donar nota a Leslie Groves de la carta dirigida a Harry S. Truman, que ordenà interceptar-la, per la qual cosa aquesta mai arribaria al seu destinatari. De totes maneres no queda clar quina importància li donà el govern i les forces armades estatunidenques les opinions dels científics sobre l'arma que havien creat.

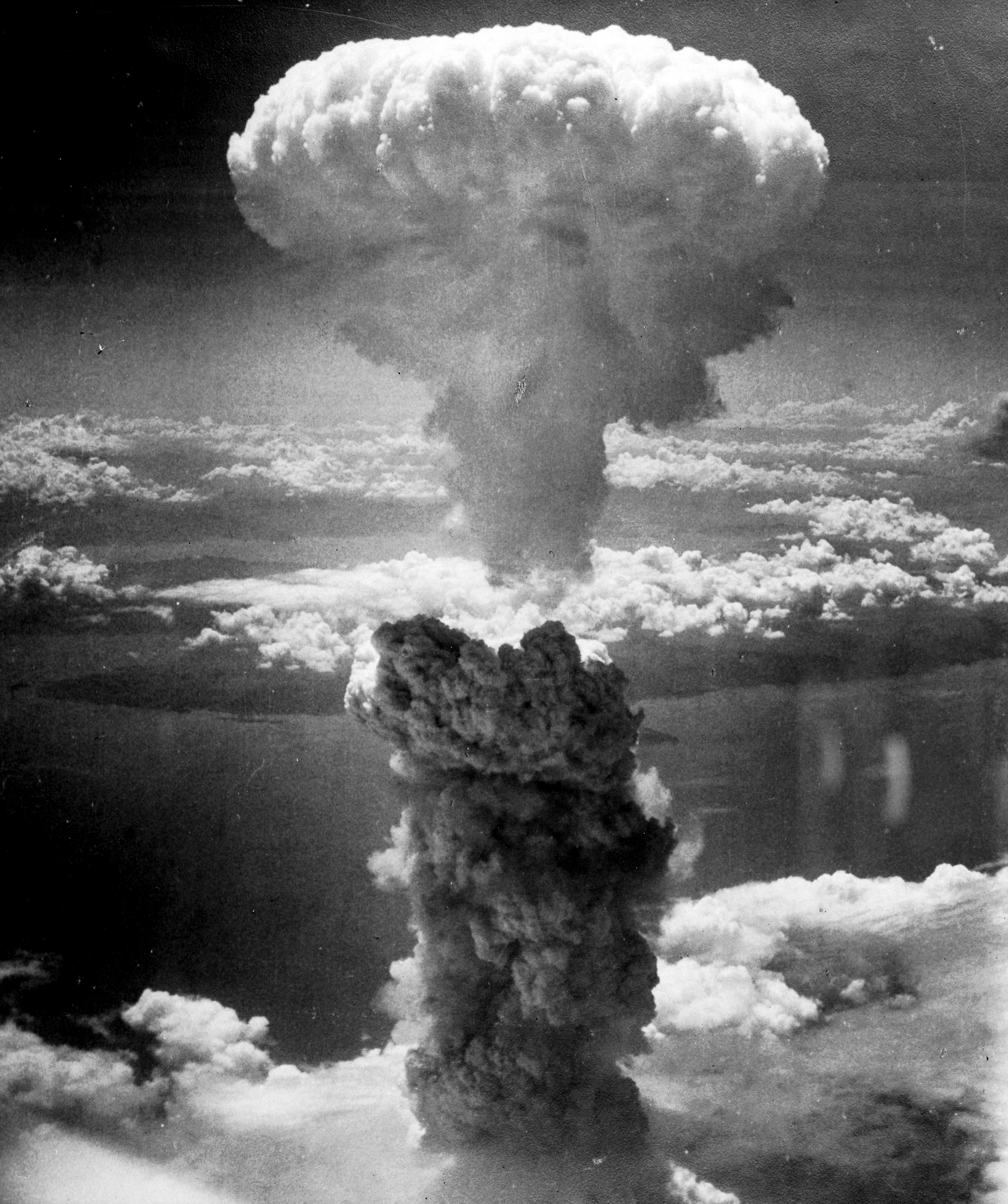
Els bombardejos nuclears d'Hiroshima i Nagasaki van matar a centenars de milers de japonesos amb les armes desenvolupades en el Laboratori Nacional Los Alamos, donant fi a la Segona Guerra Mundial.

El 6 d'agost de 1945, la bomba d'urani Little Boy (noi petit) va ser llançada sobre la ciutat d'Hiroshima, Japó. Tres dies després, la bomba de plutoni Fat Man (home gros) es va llançar sobre Nagasaki. Les bombes van matar a centenars de milers de civils instantàniament i a molts més en els dies i mesos següents.
L'orgull que va sentir Oppenheimer després de la reeixida prova Trinity aviat el va reemplaçar el sentiment de culpabilitat i horror, encara que mai digués que es penedia de fer l'arma. En una visita posterior amb el president Harry S. Truman, aquest li va inquirir sobre el termini en què trigarien els soviètics ("els russos") a obtenir la bomba, al quin ell va respondre que no ho sabia. El president estatunidenc per la seva banda li va etzibar, "Mai!", davant un sorprès Oppenheimer. El científic va replicar sobre si mateix que sentia que tenia "les mans tacades de sang", davant la qual cosa el president es va molestar. Una vegada abandonat el lloc, el president va ordenar al seu assistent que no volia tornar a veure a "aquest mal nascut".
Durant l'única visita de Robert Oppenheimer al Japó després de la guerra, el 1960, un periodista li va preguntar si sentia algun remordiment per desenvolupar la bomba. Va bromejar Oppenheimer —No és que no em senti malament. Només és que no em sento pitjor avui del que em sentia ahir.

## Activitats de postguerra
Sobtadament, Oppenheimer es va convertir en portaveu nacional per la ciència i emblema d'un nou tipus de poder tecnocràtic. La física nuclear es va fer una força gran mentre tots els governs del món van començar a adonar-se del poder estratègic i polític associat a les armes nuclears i les seves desastroses conseqüències. Com a molts científics de la seva generació, va opinar que la seguretat de les bombes nuclears vindria solament d'algun tipus d'organisme transnacional (com la recentment creada Organització de les Nacions Unides) que pogués iniciar un programa per aturar una carrera d'armaments nuclears.

### Comissió d'Energia Atòmica
Quan es va crear la United States Atomic Energy Commission (Comissió d'Energia Atòmica dels EUA, AEC) el 1946 com una agència civil controlant les investigacions i armes nuclears, Oppenheimer va ser nomenat president del seu General Advisory Committee (Comitè Assessor General, GAC) i va dimitir del seu càrrec com a director de Los Álamos. Des d'aquest lloc va donar consells sobre diversos assumptes nuclears, inclòs el patrocini dels projectes, la construcció dels laboratoris, i fins i tot la política internacional- encara que no sempre es van posar en pràctica els consells del GAC. El Pla Baruch de 1946, que va exigir la internacionalització de l'energia atòmica, va provenir en part de les opinions d'Oppenheimer, encara que per a la seva consternació va incloure molts elements addicionals que van mostrar clarament que la seva meta va ser simplement impedir a la Unió Soviètica aconseguir una bomba pròpia, en comptes de fomentar un durador mecanisme internacional de control. La Unió Soviètica va rebutjar el pla, sense sorprendre als observadors, i Oppenheimer es va adonar que una carrera d'armaments era inevitable a causa de la desconfiança entre els EUA i la URSS.

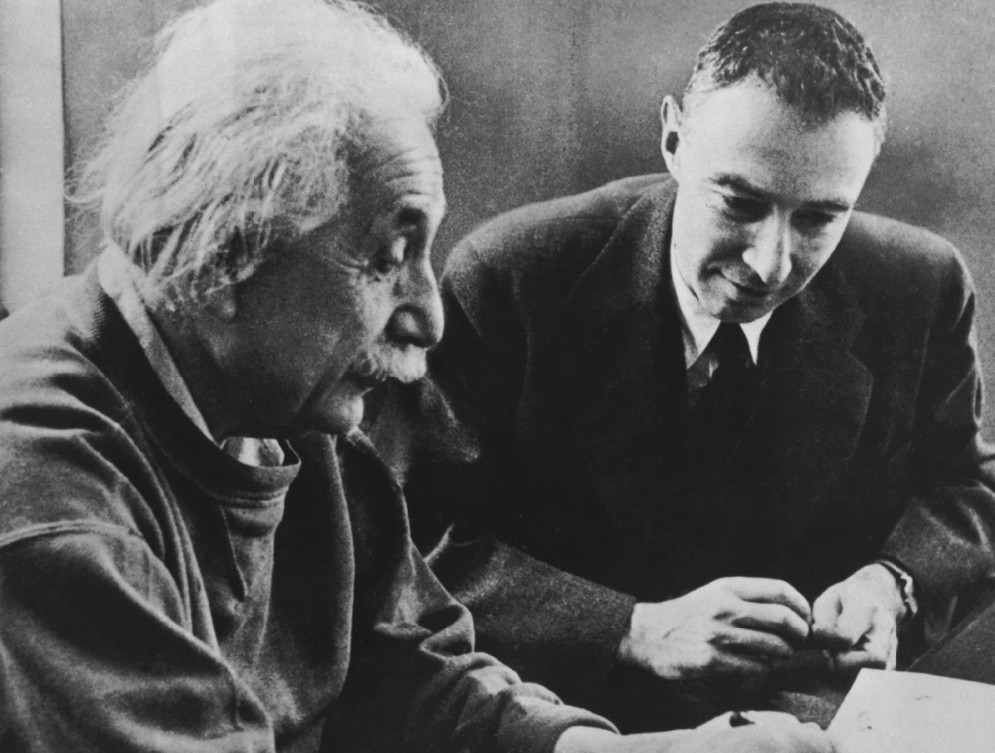
Oppenheimer finalment va assumir el lloc d'Einstein a l'Institute for Advanced Study.

El 1947 va sortir de Berkeley per problemes amb l'administració durant la guerra, segons va dir, i es va fer el director de l'Institute for Advanced Study (Institut per a l'Estudi Avançat) a Princeton, Nova Jersey. Més tard va tenir l'antic lloc d'Albert Einstein d'alt professor de la física teòrica.
Mentre encara era president del GAC, Oppenheimer va pressionar amb vigor per al control internacional d'armaments i per al patrocini de la ciència fonamental, i va intentar influir en la política contra una carrera d'armaments acalorada. Quan el govern debatia sobre realitzar un programa intensiu per desenvolupar una arma basada en la fusió nuclear -la bomba termonuclear- Oppenheimer al principi va recomanar que no, encara que havia afavorit a desenvolupar una arma així en els primers dies del Projecte Manhattan. En part el van impulsar les raons ètiques, creient que aquesta arma es podia usar només contra els civils, causant milions de morts. Però també el van impulsar raons pràctiques. Com que l'època no existia cap disseny factible d'una bomba termonuclear, Oppenheimer opinava que seria millor gastar els recursos creant una gran força d'armes de fissió. Malgrat el seu consell, el president Harry Truman va anunciar un programa intensiu després que la Unió Soviètica va provar la seva primera bomba atòmica el 1949. Oppenheimer i altres col·legues del GAC adversaris del projecte, sobretot James Conant, es van sentir rebutjats personalment i van considerar retirar-se del comitè. Es van quedar, encara que les seves opinions sobre la bomba termonuclear es van conèixer bé.
El 1951, no obstant això, Edward Teller i el matemàtic Stanislaw Ulam van desenvolupar el que es batejaria la configuració Teller-Ulam per a una bomba termonuclear. Aquest nou disseny va semblar factible, i Oppenheimer va canviar d'opinió sobre desenvolupar l'arma. Com va dir després:
El programa que teníem el 1949 va ser una cosa desastrosa de la qual bé es podia deduir que no tenia massa sentit tècnic. Per això va ser possible argumentar que no es volia quelcom així fins i tot si es pogués tenir. El programa el 1951 va ser tècnicament tan atractiu que no es podia discutir això. Les qüestions ja van ser solament les militars, les polítiques, i els problemes humanitaris de què s'anava a fer amb ell una vegada que s'aconseguís.
La primera bomba termonuclear de debò, anomenada Ivy Mike, es va provar el 1952 i va produir 10,4 megatones, una força 650 vegades més gran que la de les armes desenvolupades per Oppenheimer durant la Segona Guerra Mundial.

### Auditoria de seguretat
En el seu paper com a conseller polític, Oppenheimer es va guanyar molts enemics. El FBI dirigit per J. Edgar Hoover havia estat seguint les seves activitats des d'abans de la guerra, quan va mostrar simpaties comunistes com a professor radical.
Estaven desitjant proporcionar als enemics polítics i professionals d'Oppenheimer proves incriminatòries sobre vincles comunistes.
Entre aquests enemics estava inclòs Lewis Strauss, un comissionat de l'AEC que durant molt temps havia albergat ressentiment contra Oppenheimer, tant per la seva activitat contra la bomba d'hidrogen com per haver-lo humiliat davant el Congrés alguns anys abans. Strauss i el senador Brien McMahon, autor el 1946 de la Llei d'Energia Atòmica (Atomic Energy Act), secundats per Edward Teller, el formulador de l'acusació, van impulsar al president Eisenhower a revocar la credencial de seguretat d'Oppenheimer.
Això va arribar després de la controvèrsia sobre si alguns dels alumnes d'Oppenheimer, incloent David Bohm, Joseph Weinberg i Bernard Peters, havien estat comunistes en l'època en què havien treballat amb ell a Berkeley. El germà d'Oppenheimer, Frank Oppenheimer, va ser obligat a atestar davant el Comitè d'Activitats Anti-Americanes, on va admetre haver estat membre del Partit Comunista en els 30, però va rebutjar donar els noms d'altres membres. A conseqüència d'això Frank va ser acomiadat del seu lloc universitari, i al no poder trobar treball en el camp de la física, va acabar com a ranxer a Colorado.

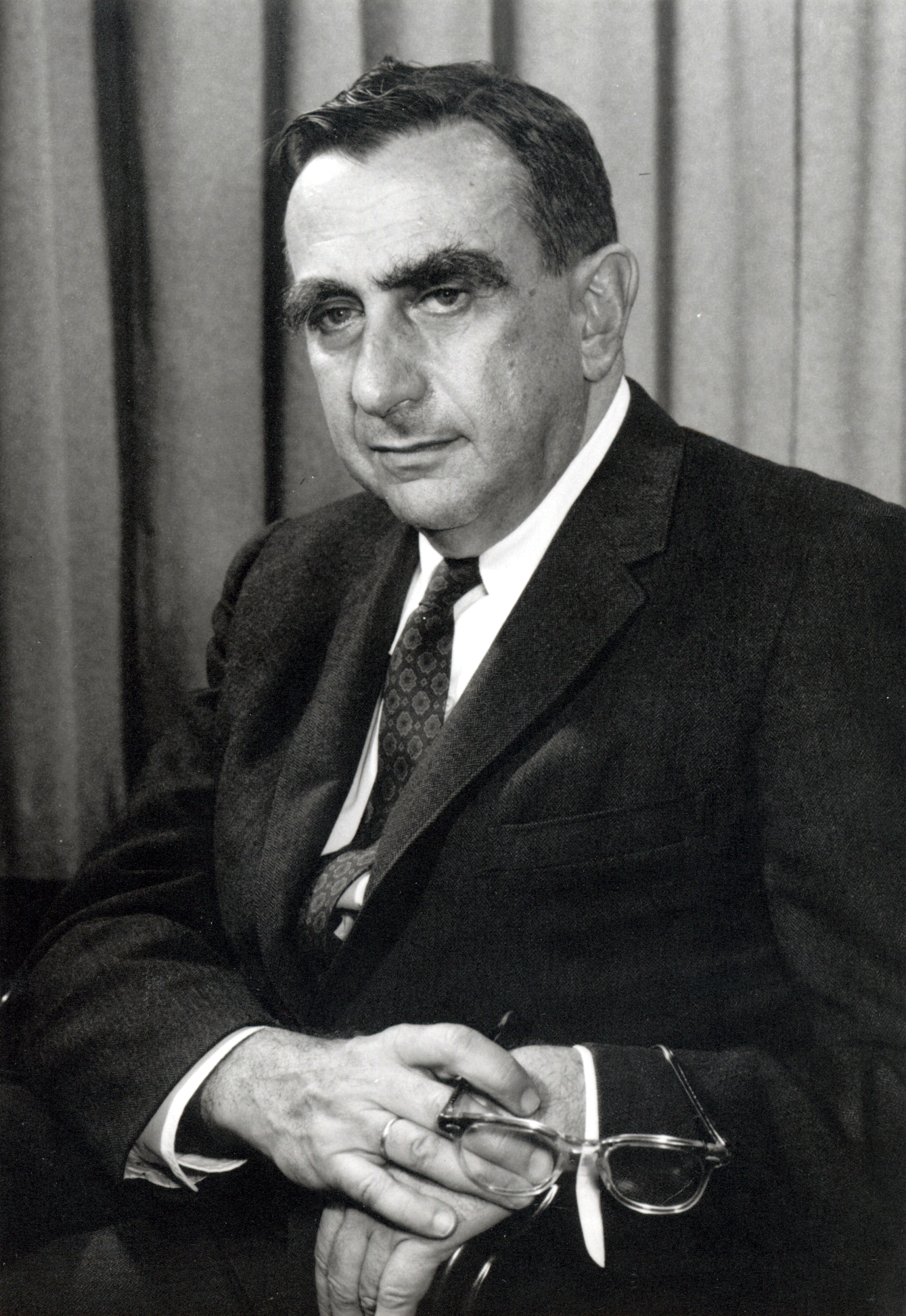
L'antic col·lega d'Oppenheimer, el físic Edward Teller, va atestar contra ell en la seva auditoria de seguretat el 1954.

El 1953, Oppenheimer va ser acusat de ser un risc per a la seguretat i el president Eisenhower li va demanar la seva renúncia. Oppenheimer s'hi va negar i va sol·licitar una auditoria per avaluar la seva lleialtat, i que mentrestant la seva credencial de seguretat quedés en suspens. Les compareixences públiques que van seguir es van centrar en els passats vincles comunistes d'Oppenheimer i en la seva associació durant el Projecte Manhattan amb científics sospitosos de deslleials o comunistes. Un dels elements clau en aquest procés va ser el testimoniatge anterior d'Oppenheimer sobre el seu amic Haakon Chevalier, que ell mateix va confessar haver fabricat. De fet, Oppenheimer mai havia parlat sobre això a Chevalier, i el testimoniatge havia portat a Chevalier a perdre la seva ocupació. Edward Teller, amb el qual Oppenheimer havia estat en desacord sobre la bomba d'hidrogen, va atestar contra ell, provocant les ires de la comunitat científica i la pràctica expulsió de Teller de la ciència acadèmica. Molts importants científics, així com destacades figures del govern i de les forces armades, van atestar a favor d'Oppenheimer. Les incoherències del seu testimoniatge i el seu comportament erràtic en les seves compareixences van convèncer a alguns que no era de confiança i representava un possible risc per a la seguretat. La credencial de seguretat d'Oppenheimer va ser revocada.
Durant la seva compareixença, Oppenheimer va atestar de bona gana sobre el comportament esquerrà de molts dels seus col·legues científics. L'historiador Richard Polenberg ha especulat que si la credencial d'Oppenheimer no hagués estat anul·lada (de totes maneres hauria caducat al cap d'uns quants dies), hauria estat recordat com un que "va donar noms" per salvar la seva reputació, un delator. Tal com va succeir, Oppenheimer va ser vist per la major part de la comunitat científica com un màrtir del Maccarthisme, un liberal eclèctic que va ser injustament atacat per enemics bel·licistes, símbol de la substitució de la creativitat científica acadèmica pel militarisme.

### Institute for Advanced Study
Privat de poder polític, Oppenheimer va continuar fent classes, escrivint i treballant en la física. Va recórrer Europa i Japó, donant xerrades sobre la història de la ciència, el paper de la ciència en la societat, i la naturalesa de l'univers. El 1963, a instàncies de molts dels amics polítics d'Oppenheimer que havien aconseguit poder, el president John F. Kennedy va concedir a Oppenheimer el Premi Enrico Fermi com un gest de rehabilitació política. Edward Teller, guanyador del premi l'any anterior, també havia recomanat que el rebés Oppenheimer. Poc més d'una setmana després de l'assassinat de Kennedy, el seu successor, el president Lyndon Johnson, va lliurar el premi a Oppenheimer, "per contribucions a la física teòrica com a professor i originador d'idees, i pel lideratge del laboratori de Los Álamos i del programa d'energia atòmica durant anys crítics". Oppenheimer va dir a Johnson: "Penso que és possible, senyor president, que hagi necessitat de certa caritat i cert coratge per concedir aquest premi avui. Això podria significar un bon auguri per a l'avenir de tots". La rehabilitació implicada pel premi era solament simbòlica, ja que Oppenheimer va seguir mancant de credencial de seguretat, i no anava a tenir efectes en la política oficial, però el premi va venir amb una dotació de 50.000 dòlars.
En els seus últims anys Oppenheimer va continuar el seu treball en l'Institute for Advanced Study, reunint intel·lectuals a l'altura de les seves capacitats i de diverses disciplines per resoldre les preguntes més pertinents de l'època actual. Les seves conferències als Estats Units, Europa i el Canadà van ser publicades en molts llibres. Malgrat tot, va pensar que l'esforç va tenir un efecte mínim en la política real.

## Últims anys

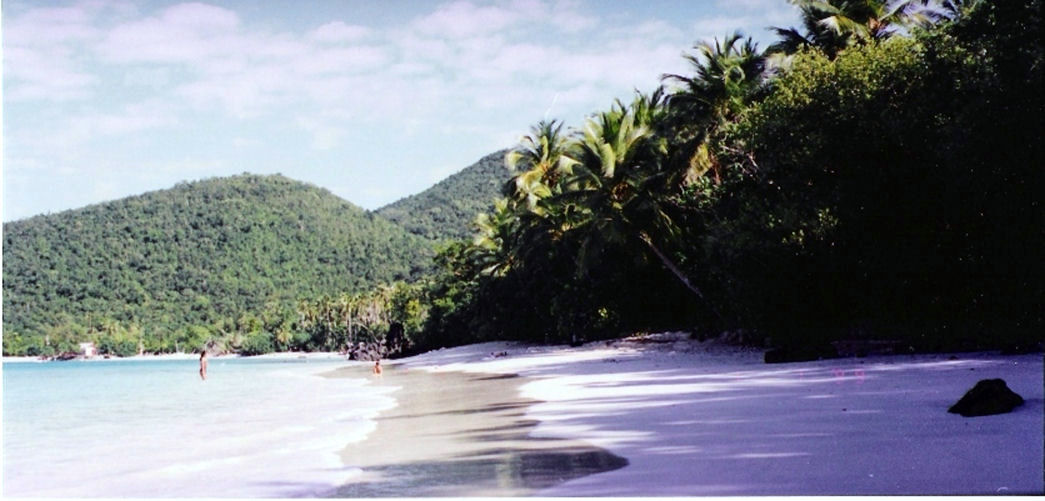
Platja Oppenheimer, a Saint John, a les Illes Verges dels Estats Units.

Es diu que després de l'auditoria de seguretat de 1954 Oppenheimer va ser «com un animal ferit», i va començar a retirar-se a una vida més senzilla. El 1957 va adquirir un terreny en platja Gibney, a l'illa de Saint John, en les Illes Verges Nord-americanes. Va construir una residència vacacional senzilla, on passaria les vacances, usualment diversos mesos per vegada, amb la seva esposa Kitty. Oppenheimer també va passar bastant temps navegant amb la seva esposa. A la seva mort, la propietat va ser heretada per la seva filla Toni, que la va llegar «al poble de St. John com a parc públic i àrea recreativa». En l'actualitat, el govern de les Illes Verges ha creat un centre comunitari allí, que pot ser arrendat. La platja és coneguda col·loquialment fins avui com a «platja Oppenheimer».
Robert Oppenheimer va morir per càncer de gola el 1967. Al seu funeral van assistir molts dels seus associats científics, polítics i militars. Les seves cendres van ser escampades en les Illes Verges Nord-americanes.

## Eponimia
A més dels diferents postulats de física nuclear que porten el seu nom:
- El cràter lunar Oppenheimer porta aquest nom en la seva memòria.[7]
- L'asteroide (67085) Oppenheimer també commemora el seu nom.[8]

### Publicacions d'Oppenheimer
- Science and the Common Understanding (Nova York: Simon and Schuster, 1954).
- The Open Mind (Nova York: Simon and Schuster, 1955).
- The flying trapeze: Three crises for physicists (London: Oxford University Press, 1964).
- Uncommon sense (Cambridge, DT.: Birkhäuser Boston, 1984). (pòstum)
- Atom and void: Essays on science and community (Princeton, NJ: Princeton University Press, 1989). (pòstum)

### Publicacions d'Oppenheimer en castellà
- Oppenheimer, Robert Julius. La ciencia y el conocimiento común.  Consejo Superior de Investigaciones Científicas, 1995. ISBN 978-84-00-00063-9.
- Oppenheimer, Robert Julius. Hombre y ciencia. (Un desafío al mundo).  Espasa-Calpe. ISBN 978-84-239-0987-2.
- Paul Stratern. Oppenheimer y la bomba atómica..  Siglo XXI, 1999 (Los Científicos y sus Descubrimientos). ISBN 84-323-1018-2.

- Hans Bethe's "Biographical Memoirs" conté també la bibliografia completa de les publicacions científiques d'Oppenheimer.